# Edith WeUtonga
Edith Katiji med artistnamnet Edith WeUtonga, född 23 april 1979 i Kadoma i Zimbabwe, är en zimbabwisk sångerska, musiker och skådespelare som spelar elbas och sjunger på fyra olika språk.
Edith Katiji föddes som den yngsta av fem syskon i Harare där hennes far var militär. Hon fick musikutbildning vid Army School of Music och sjöng tillsammans med musikkåren. Katiji flyttade till Bulawayo där hon uppträdde med flera orkestrar, spelade elbas i kvinnobandet Amakhosikazi och var skådespelare på Amakhosi Theatre.
När Amakhosikazi upplöstes 2006 började hon att spela och sjunga i bandet So What?!, som flyttade till Harare där de uppträdde på många lokala scener. Efter en trafikolycka 2009, där Edit Katiji skadades svårt, bytte bandet namn till Utonga (gryning) och hon började kalla sig Edith WeUtonga (Edith från Utonga). Hon har skrivit flera av bandets låtar och undervisar på en musikskola i Harare. Med rötter i Malawi behärskar hon både shona, chichewa, ndebele och engelska och spelar akustisk gitarr, mbira och trummor. Edith WeUtonga har en formell utbildning i ekonomi och teknologi inom musikområdet.